# وان بي أر
وان بي أر (بالإنجليزية: 1BR)‏ هو فيلم رعب أمريكي لعام 2019 كتبه وأخرجه ديفيد مارمور، في أول ظهور له في الإخراج. العنوان هو اختصار لـ "غرفة نوم واحدة"، والذي يشاهد عادة في قوائم العقارات. تم عرض الفيلم لأول مرة في مهرجان فانتازيا السينمائي الدولي في يوليو 2019، وتم عرضه في الولايات المتحدة في عام 2020.

## روابط خارجية
- وان بي أر على موقع IMDb (الإنجليزية)
- وان بي أر على موقع روتن توميتوز (الإنجليزية)
- وان بي أر على موقع قاعدة بيانات الفيلم (الإنجليزية)
- وان بي أر على موقع ليتربوكسد (الإنجليزية)
- وان بي أر على موقع كينوبويسك (الروسية)